# 杰西卡·威廉姆斯
杰西卡·芮妮·威廉姆斯（英語：Jessica Renee Williams，1989年7月31日—）是美国的演员和喜剧演员，目前她是美国夜间脱口秀乔恩·斯图尔特每日秀的记者。

## 生活与事业
威廉姆斯的电视首秀是尼克国际儿童频道2006年播出的电视剧为了好玩。2012年1月11日，杰西卡·威廉姆斯首次在每日秀亮相，成为目前最年轻、加入每日秀时间最短的每日秀资深记者。威廉姆斯同时也是洛杉矶正直公民大队大剧院的常任演出者。